# Маскарад (телешоу, Украина)
«Маскарад» (укр. Маскарад) — музыкальное телешоу, являющееся украинской адаптацией румынского телеформата «Mysteries in the spotlight». В шоу две команды украинских звёзд пытаются угадать группу участников, которые скрываются под яркими масками и исполняют известные песни на сцене.
Премьера шоу состоялась 3 октября 2020 года на украинском телеканале «1+1». Изначально премьера должна была состояться неделей ранее, 26 сентября, однако выход шоу был перенесён на неделю, так как день 26 сентября был объявлен днём траура в память о погибших в катастрофе с самолётом Ан-26 в окрестностях Харькова.

## Правила
В шоу есть две команды звёзд, которые соревнуются друг с другом и пытаются угадать личности участников, которые скрываются под яркими и уникальными костюмами. Команды устраивают между собой липсинк-батлы на право первым назвать их догадку насчёт личности маски. Каждую неделю в конце шоу определяется одна маска, которая автоматически проходит в финал и может не выступать в следующих выпусках до финала, в то время как в зону риска попадают самые наименее популярные маски, одна из которых раскрывает свою личность перед зрителями и командами. За каждую угаданную маску команда получает баллы. В финале сезона победу одерживает та команда звёзд, которая смогла набрать наибольшее количество баллов за угаданных масок.

## Сезоны
| Сезон | Премьера         | Финал         | Ведущий(е)         | Команды                                      | Команды                                           |
| Сезон | Премьера         | Финал         | Ведущий(е)         | Победившая                                   | Проигравшая                                       |
| ----- | ---------------- | ------------- | ------------------ | -------------------------------------------- | ------------------------------------------------- |
| 1     | 3 октября 2020   | 7 ноября 2020 | Юрий Горбунов Лайк | - Потап - Наталия Могилевская - Юрий Ткач    | - Monatik - Владислав Яма - Maruv                 |
| 2     | 18 сентября 2021 | 6 ноября 2021 | Тимур Мирошниченко | - Юрий Ткач - Юлия Санина - Мария Ефросинина | - Игорь Ласточкин - Владимир Дантес - Ирина Билык |

## Первый сезон
| Персонаж         | Знаменитость      | Профессия   | Выпуски | Выпуски | Выпуски | Выпуски | Выпуски | Выпуски |
| Персонаж         | Знаменитость      | Профессия   | 1       | 2       | 3       | 4       | 5       | 6       |
| ---------------- | ----------------- | ----------- | ------- | ------- | ------- | ------- | ------- | ------- |
| Какашка          | Игорь Ласточкин   | актёр       |         |         |         |         |         |         |
| Прима без головы | Сергей Бабкин     | певец       |         |         |         |         |         |         |
| Дракончик        | Юлия Санина       | певица      |         |         |         |         |         |         |
| The Стрекоза     | Владимир Дантес   | певец       |         |         |         |         |         |         |
| Курица           | Надя Дорофеева    | певица      |         |         |         |         |         |         |
| Кенгуру          | Дарья Астафьева   | певица      |         |         |         |         |         |         |
| Рэпер-баран      | Гарик Корогодский | бизнесмен   |         |         |         |         |         |         |
| Русалка          | Ольга Сумская     | актриса     |         |         |         |         |         |         |
| Рыцарь           | Наталья Мосейчук  | телеведущая |         |         |         |         |         |         |
| Лошадь           | Леся Никитюк      | телеведущая |         |         |         |         |         |         |
| Улитка           | Виктор Павлик     | певец       |         |         |         |         |         |         |
| Мумия            | Киевстонер        | рэпер       |         |         |         |         |         |         |
| Вареник          | Екатерина Кухар   | балерина    |         |         |         |         |         |         |

 Участник занял первое место
 Участник занял второе место
 Участник занял третье место
 Участник стал финалистом
 Участник прошёл дальше
 Участник автоматически прошёл в финал
 Участник покинул шоу и раскрыл свою личность
 Участник не принимал участие в этом выпуске

### Первый выпуск
| # | Персонаж         | Песня                               | Личность        | Результат      |
| - | ---------------- | ----------------------------------- | --------------- | -------------- |
| 1 | The Стрекоза     | «Livin’ la Vida Loca» (Рики Мартин) | не раскрыта     | Прошёл в финал |
| 2 | Дракончик        | «Квітка душа» (Нина Матвиенко)      | не раскрыта     | Прошёл дальше  |
| 3 | Улитка           | «Stayin’ Alive» (Bee Gees)          | не раскрыта     | Прошёл дальше  |
| 4 | Прима без головы | «Frozen» (Мадонна)                  | не раскрыта     | Прошёл дальше  |
| 5 | Вареник          | «Bon Appétit» (Кэти Перри, Migos)   | Екатерина Кухар | Выбыл из шоу   |

### Второй выпуск
| # | Персонаж         | Песня                        | Личность    | Результат      |
| - | ---------------- | ---------------------------- | ----------- | -------------- |
| 1 | Дракончик        | «Dance Monkey» (Tones and I) | не раскрыта | Прошёл дальше  |
| 2 | Какашка          | «Друг» (Океан Ельзи)         | не раскрыта | Прошёл дальше  |
| 3 | Прима без головы | «Арлекино» (Алла Пугачёва)   | не раскрыта | Прошёл в финал |
| 4 | Улитка           | «Human» (Rag’n’Bone Man)     | не раскрыта | Прошёл дальше  |
| 5 | Мумия            | «Ayy Macarena» (Tyga)        | Киевстонер  | Выбыл из шоу   |

### Третий выпуск
| # | Персонаж  | Песня                                       | Личность      | Результат      |
| - | --------- | ------------------------------------------- | ------------- | -------------- |
| 1 | Дракончик | «Du hast» (Rammstein)                       | не раскрыта   | Прошёл в финал |
| 2 | Лошадь    | «Ой чий то кінь стоїть»                     | не раскрыта   | Прошёл дальше  |
| 3 | Какашка   | «Я завелась» (Наталия Могилевская)          | не раскрыта   | Прошёл дальше  |
| 4 | Улитка    | «Ні обіцянок, ні пробачень» (Виктор Павлик) | Виктор Павлик | Выбыл из шоу   |
| 5 | Кенгуру   | «Shallow» (Леди Гага, Брэдли Купер)         | не раскрыта   | Прошёл дальше  |

### Четвёртый выпуск
| # | Персонаж    | Песня                                  | Личность     | Результат      |
| - | ----------- | -------------------------------------- | ------------ | -------------- |
| 1 | Какашка     | «Hijo de la luna» (Mecano)             | не раскрыта  | Прошёл в финал |
| 2 | Кенгуру     | «It’s Raining Men» (The Weather Girls) | не раскрыта  | Прошёл дальше  |
| 3 | Рыцарь      | «Цвіте терен»                          | не раскрыта  | Прошёл дальше  |
| 4 | Рэпер-баран | «Атятя» (Moзgi)                        | не раскрыта  | Прошёл дальше  |
| 5 | Лошадь      | «Toxic» (Бритни Спирс)                 | Леся Никитюк | Выбыл из шоу   |

### Пятый выпуск
| # | Персонаж    | Песня                                    | Личность          | Результат      |
| - | ----------- | ---------------------------------------- | ----------------- | -------------- |
| 1 | Курица      | «Toy» (Netta)                            | не раскрыта       | Прошёл в финал |
| 2 | Русалка     | «Я піду в далекі гори» (Владимир Ивасюк) | Ольга Сумская     | Выбыл из шоу   |
| 3 | Рэпер-баран | «Тает лёд» (Грибы)                       | Гарик Корогодский | Выбыл из шоу   |
| 4 | Рыцарь      | «Young and Beautiful» (Лана Дель Рей)    | Наталья Мосейчук  | Выбыл из шоу   |
| 5 | Кенгуру     | «Dancing Queen» (ABBA)                   | Дарья Астафьева   | Выбыл из шоу   |

### Шестой выпуск — Финал
| #           | Персонаж         | Песня                                   | Личность        | Результат     |
| ----------- | ---------------- | --------------------------------------- | --------------- | ------------- |
| Первый этап |                  |                                         |                 |               |
| 1           | The Стрекоза     | «Siren Song» (Maruv)                    | Владимир Дантес | Финалист      |
| 2           | Курица           | «Ой, там на горі»                       | Надя Дорофеева  | Финалист      |
| 3           | Дракончик        | «Run to You» (Уитни Хьюстон)            | не раскрыта     | Прошёл дальше |
| 4           | Какашка          | «Holding Out for a Hero» (Бонни Тайлер) | не раскрыта     | Прошёл дальше |
| 5           | Прима без головы | «O, Fortuna» (Карл Орф)                 | не раскрыта     | Прошёл дальше |
| Второй этап |                  |                                         |                 |               |
| 1           | Прима без головы | «Frozen» (Мадонна)                      | Сергей Бабкин   | Второе место  |
| 2           | Дракончик        | «Квітка душа» (Нина Матвиенко)          | Юлия Санина     | Третье место  |
| 3           | Какашка          | «Друг» (Океан Ельзи)                    | Игорь Ласточкин | Победитель    |

## Второй сезон
| Персонаж       | Знаменитость       | Профессия     | Выпуски | Выпуски | Выпуски | Выпуски | Выпуски | Выпуски | Выпуски | Выпуски |
| Персонаж       | Знаменитость       | Профессия     | 1       | 2       | 3       | 4       | 5       | 6       | 7       | 8       |
| -------------- | ------------------ | ------------- | ------- | ------- | ------- | ------- | ------- | ------- | ------- | ------- |
| Гусыня         | Руслана Писанка    | актриса       |         |         |         |         |         |         |         |         |
| Тролль         | Khayat             | певец         |         |         |         |         |         |         |         |         |
| Шляпник        | Юрий Горбунов      | телеведущий   |         |         |         |         |         |         |         |         |
| Мистер Кот     | Валерий Харчишин   | певец         |         |         |         |         |         |         |         |         |
| Кукла          | Ирина Сопонару     | актриса       |         |         |         |         |         |         |         |         |
| Щелкунчик      | Владимир Горянский | актёр         |         |         |         |         |         |         |         |         |
| Нептун         | Дмитрий Дикусар    | танцор        |         |         |         |         |         |         |         |         |
| Пришелец       | Антон Савлепов     | певец         |         |         |         |         |         |         |         |         |
| Ронин          | Артём Пивоваров    | певец         |         |         |         |         |         |         |         |         |
| Мотанка        | Валентина Хамайко  | актриса       |         |         |         |         |         |         |         |         |
| Бабайка        | Олег Михайлюта     | музыкант      |         |         |         |         |         |         |         |         |
| Пират          | Иво Бобул          | певец         |         |         |         |         |         |         |         |         |
| Эльф           | Александр Стоянов  | артист балета |         |         |         |         |         |         |         |         |
| Арлекин        | Георгий Делиев     | актёр         |         |         |         |         |         |         |         |         |
| Дриада         | Руслана            | певица        |         |         |         |         |         |         |         |         |
| Кошка          | Лилия Подкопаева   | гимнастка     |         |         |         |         |         |         |         |         |
| Медуза Горгона | Джамала            | певица        |         |         |         |         |         |         |         |         |
| Медвежонок     | Михаил Поплавский  | певец         |         |         |         |         |         |         |         |         |
| Попугай        | Александр Попов    | актёр         |         |         |         |         |         |         |         |         |

 Участник занял первое место
 Участник занял второе место
 Участник занял третье место
 Участник стал финалистом
 Участник прошёл дальше
 Участник покинул шоу и раскрыл свою личность
 Участник не принимал участие в этом выпуске

### Первый выпуск
| # | Персонаж       | Песня                                    | Личность          | Результат     |
| - | -------------- | ---------------------------------------- | ----------------- | ------------- |
| 1 | Попугай        | «Balada (Tchê Tchê Rere)» (Густаву Лима) | Александр Попов   | Выбыл из шоу  |
| 2 | Медуза Горгона | «The Diva Dance» (Пятый элемент)         | не раскрыта       | Прошёл дальше |
| 3 | Дриада         | «Червона Рута» (София Ротару)            | не раскрыта       | Прошёл дальше |
| 4 | Кошка          | «Toxic» (2WEI)                           | не раскрыта       | Прошёл дальше |
| 5 | Медвежонок     | «Вихідний» (DZIDZIO)                     | Михаил Поплавский | Выбыл из шоу  |

### Второй выпуск
| # | Персонаж       | Песня                                 | Личность         | Результат     |
| - | -------------- | ------------------------------------- | ---------------- | ------------- |
| 1 | Бабайка        | «День народження» (Вопли Видоплясова) | не раскрыта      | Прошёл дальше |
| 2 | Арлекин        | «Tous les mêmes» (Stromae)            | не раскрыта      | Прошёл дальше |
| 3 | Дриада         | «Щедрик» (Николай Леонтович)          | не раскрыта      | Прошёл дальше |
| 4 | Медуза Горгона | «Королева ночи» (Оля Полякова)        | Джамала          | Выбыл из шоу  |
| 5 | Кошка          | «Dark Horse» (Кэти Перри, Juicy J)    | Лилия Подкопаева | Выбыл из шоу  |

### Третий выпуск
| # | Персонаж | Песня                      | Личность       | Результат     |
| - | -------- | -------------------------- | -------------- | ------------- |
| 1 | Бабайка  | «Gangnam Style» (Psy)      | не раскрыта    | Прошёл дальше |
| 2 | Арлекин  | «Umbrella» (The Baseballs) | Георгий Делиев | Выбыл из шоу  |
| 3 | Пират    | «Вона» (Плач Єремії)       | не раскрыта    | Прошёл дальше |
| 4 | Дриада   | «Shum» (Go_A)              | Руслана        | Выбыл из шоу  |
| 5 | Эльф     | «Мелодiя» (The Hardkiss)   | не раскрыта    | Прошёл дальше |

### Четвёртый выпуск
| # | Персонаж      | Песня                               | Личность          | Результат     |
| - | ------------- | ----------------------------------- | ----------------- | ------------- |
| 1 | Инопланетянин | «Love It Ритм» (Monatik)            | не раскрыта       | Прошёл дальше |
| 2 | Эльф          | «Lovely» (Билли Айлиш, Халид)       | Александр Стоянов | Выбыл из шоу  |
| 3 | Пират         | «Smells Like Teen Spirit» (Nirvana) | Иво Бобул         | Выбыл из шоу  |
| 4 | Мотанка       | «Плакала» (Kazka)                   | не раскрыта       | Прошёл дальше |
| 5 | Бабайка       | «Дежавю» (Артём Пивоваров)          | не раскрыта       | Прошёл дальше |

### Пятый выпуск
| # | Персонаж      | Песня                             | Личность          | Результат     |
| - | ------------- | --------------------------------- | ----------------- | ------------- |
| 1 | Инопланетянин | «Skibidi» (Little Big)            | не раскрыта       | Прошёл дальше |
| 2 | Мотанка       | «Paparazzi» (Леди Гага)           | Валентина Хамайко | Выбыл из шоу  |
| 3 | Щелкунчик     | «gorit» (Надя Дорофеева)          | не раскрыта       | Прошёл дальше |
| 4 | Бабайка       | «Мріяти не шкідливо» (Monatik)    | Олег Михайлюта    | Выбыл из шоу  |
| 5 | Нептун        | «Ring My Bells» (Энрике Иглесиас) | не раскрыта       | Прошёл дальше |

### Шестой выпуск
| # | Персонаж      | Песня                         | Личность        | Результат     |
| - | ------------- | ----------------------------- | --------------- | ------------- |
| 1 | Щелкунчик     | «Подруга-ночь» (Макс Барских) | не раскрыта     | Прошёл дальше |
| 2 | Ронин         | «Run Boy Run» (Woodkid)       | Артём Пивоваров | Выбыл из шоу  |
| 3 | Мистер Кот    | «Полiна» (Бумбокс)            | не раскрыта     | Прошёл дальше |
| 4 | Инопланетянин | «Bad» (Майкл Джексон)         | Антон Савлепов  | Выбыл из шоу  |
| 5 | Нептун        | «Сияй» (Ramil’)               | не раскрыта     | Прошёл дальше |

### Седьмой выпуск
| # | Персонаж   | Песня                                                | Личность           | Результат     | Результат |
| - | ---------- | ---------------------------------------------------- | ------------------ | ------------- | --------- |
| 1 | Мистер Кот | «Кiшка» (Океан Ельзи)                                | не раскрыта        | Прошёл дальше |           |
| 2 | Нептун     | «Call Out My Name» (The Weeknd)                      | Дмитрий Дикусар    | Выбыл из шоу  |           |
| 3 | Кукла      | «Bang Bang» (Джесси Джей, Ариана Гранде, Ники Минаж) | не раскрыта        | Прошёл дальше |           |
| 4 | Щелкунчик  | «Грустный дэнс» (Artik & Asti, Артём Качер)          | Владимир Горянский | Выбыл из шоу  |           |
| 5 | Шляпник    | «The Greatest Show» (Величайший шоумен)              | не раскрыта        | Прошёл дальше |           |

### Восьмой выпуск — Финал
| # | Персонаж   | Песня                           | Личность         | Результат    | Результат |
| - | ---------- | ------------------------------- | ---------------- | ------------ | --------- |
| 1 | Гусыня     | «Someone like You» (Адель)      | Руслана Писанка  | Победитель   |           |
| 2 | Шляпник    | «То, от чего без ума» (Monatik) | Юрий Горбунов    | Третье место |           |
| 3 | Кукла      | «На стиле» (Время и Стекло)     | Ирина Сопонару   | Финалист     |           |
| 4 | Тролль     | «Libertango» (Астор Пьяццолла)  | Khayat           | Второе место |           |
| 5 | Мистер Кот | «Sex Bomb» (Том Джонс)          | Валерий Харчишин | Финалист     |           |

## Скандалы
После премьеры первого выпуска «Маскарада» конкурирующий украинский телеканал, «Украина», обвинил «1+1» в плагиате, так как незадолго до этого «Украина» смогла заполучить права на всемирно популярный формат «The Masked Singer», на который также претендовал «1+1». В ответ на обвинения, «1+1» заявил, что «Маскарад» является адаптацией совершенного другого формата «Mysteries in the spotlight» и имеет много существенных отличий от формата, купленного «Украиной». Желая защитить свои права, «Украина» обратилась за помощью к торговой ассоции под названием «FPAPA».
Спустя несколько месяцев, в январе 2021 года, уже после премьеры шоу «Маска» от «Украины», было объявлено, что конфликт между телеканалами был мирно разрешён, так как «FPAPA» не смогла найти слишком много совпадений в обоих форматах.